# 中国农业生产资料流通协会
中国农业生产资料流通协会（简称中国农资流通协会）成立于1992年，是由中华全国供销合作总社主管，由全国从事农业生产资料流通企业、部分生产企业、事业单位和相关部门自愿联合组成的全国性农资行业社团组织。 

## 总部
协会总部设在中国北京。

## 协会领导
- 协会会长：顾国新。
- 常务副会长：杨建平。
- 副会长：肖仲凯、龙文、曾峰、张忠林、张永埔、郑军、唐利民、李震、袁敦华、苏泽文、陆立新、李永东、吴少宁、李庆、赵国丰、黄宝山、赵思俭、周义、孙景太、张文学、廖慧、高义、钟伯清。
- 秘书长：龙文（兼）。
- 副秘书长：符纯华、冯建芳、樊慧群、孟洪宇。 [2]

## 内设机构
- 综合部；
- 会员部；
- 行业部；
- 信息部。

## 分支机构
- 中国农业生产资料流通协会掺混肥料分会，该分会是我国首个以掺混肥料生产、流通、机械设备制造等相关企业和单位组成的专业社团组织。
- 该分会于2010年9月12日成立，办公地址同协会地址，成立大会在山东烟台召开。

## 出版物
- 《中国农资流通信息》、《农资月报》、《农资快报》、《农资专报》、《农资预警》等。

## 专属产品及活动
- 中国农资流通行业年度发展报告、中国农资行业诚信调查报告、中国化肥批发价格指数、中国农资经销商年会、中国国产高浓度磷复肥产销会、中国农资总裁圆桌论坛、中国BB肥行业发展论坛等。

## 外部連結
- 官方網站